# Тримата принцове на Серендип
„Тримата принцове на Серендип“ е приказка, в чиято основа лежи една от историите, включени в поемата „Хащ Бехещ“ („Осем райски градини“) на индийския поет Амир Хосроу Дехлави. Тя се издава във Венеция през 1557 г. под заглавие Peregrinaggio di tre giovani figliuoli del re di Serendippo, по-късно се превежда на други езици. Приказката има рамкова структура, при която в историята за принцовете са включени седем други приказки.
Една от историите в „Тримата принцове на Серендип“ е разказът за еднооката камила. Описаният в нея метод за разгадаване на обекти и събития чрез наблюдение и анализ се използва във възникналия столетия по-късно в литературата детективски жанр. Сюжетът с еднооката камила се обиграва от Волтер в повестта „Задиг“. След него Едгар Алън По използва концепцията при създаването на литературния образ на Огюст Дюпен в разказа „Убийствата на улица Морг“.

## История
Приказката за първи път се публикува през 1557 г. във Венеция под название Peregrinaggio di tre giovani figliuoli del re di Serendippo („Пътешествие на трима млади синове на царя на Серендип“). Според титулната страница издателят е Микеле Трамецино (Michele Tramezzino), авторът е Христофоро Армено (Christoforo Armeno), а приказката е негов превод от персийски език. В увода към книгата Армено описва себе си като християнин родом от Табриз. Дошъл е във Венеция, за да посети християнските земи, в града се е запознал със забележителни личности и е пожелал да им разкаже историята за тримата принцове.
Съществуването на Армено днес се подлага на съмнение и се предполага, че компилацията от древни, преди всичко индийски, приказки е дело на самия Трамецино. От друга страна, намерени са италиански източници, в които се споменава за един арменец, владеещ няколко езика, включително персийски и арабски, който е бил приятел и помощник на племенника на Микеле Трамецино, ориенталиста и преводача Джузеппе Трамецино.
Книгата през 16-век е търсена от венецианците, харесващи популярните по това време литературни игри и сборници с гатанки и басни. През 1584 г. следва нейното второ издание, появяват се преводи на Peregrinaggio. През 1583 г. приказката излиза на немски език, през 1610 г. се публикува първият превод на френски. През 1719 г. излиза друг френски превод. Той се използва като основа за англоезичната публикация през 1722 г., озаглавена Travels and Adventures of Three Princes of Sarendip („Пътешествия и приключения на тримата принцове на Сарендип“).

## Персийска приказка
Амир Хосроу, персийски поет от индийски произход, създава по подобие на известното произведение „Хамсе“ на Низами Ганджеви цикъл от пет поеми, една от които се нарича „Хащ Бехещ“ („Осем райски градини“). Поемата съдържа седем различни приказки, разказани на персийския шах Бахрам V от седем принцеси, всяка от различна страна. Приказката за тримата принцове се разказва от индийската принцеса. Приказката се състои от две части и демонстрира умението на принцовете да забелязват детайли и да ги анализират. В първата част, описваща историята за изгубената камила, те получават признание за своите способности, във втората част установяват истинския произход на поканилия ги шах.

#### Приказка за камилата
Мъдрият владетел на Серендип има трима синове, обучени на всички знания и добродетели, които трябва да притежават наследниците на едно велико царство. Шахът решава да провери, дали някой от тях не иска да заеме неговото място на трона. Той привиква един по един синовете си и предлага на всеки от тях да заеме престола. И тримата принцове се отказват. Отговорите им гласят, че не е редно да заемат мястото на баща си, защото тронът може да бъде само наследен, при това спазвайки последователността на тяхното раждане. Шахът, зарадван и удовлетворен от тези отговори, разбира, че синовете му не търсят власт. Все пак, за да ги отдалечи от това изкушение, той нарежда на принцовете да напуснат царството.
Принцовете скитат по света и стигат до царството на шах Бахрам. По пътя към неговата столица срещат един камилар, който търси своята камила. На неговия въпрос, дали не са я срещали, принцовете, които не са я виждали, отговарят с въпроси.

Големият брат пита: „Камилата ти беше ли сляпа с едното око?“

Средният брат пита: „На камилата ти липсваше ли зъб ?“

Малкият брат пита: „Камилата ти беше ли куца?“

И на трите въпроса камиларят отговаря утвърдително. Заблуден, че камилата е била на пътя на принцовете, тръгва по него, за да я настигне.
След време, не намерил камилата си, той отново настига принцовете и ги обвинява в измама. Те му отговарят с нови подробности за камилата.

Първият принц казва: „Камилата има товар с масло от едната страна и мед от другата.“

Вторият принц казва": „Камилата носи жена на гърба си“.

Третият принц казва: „Жената е бременна“.
Водачът на камила вече е убеден, че единственият начин братята да знаят толкова много за неговата камила е те да са я откраднали. Събира се царски съд и осъжда братята. Камилата, обаче, скоро се намира и камиларят признава пред шаха своята грешка. Бахрам освобождава принцовете и заинтригуван пита, как са могли да опишат толкова точно камилата, без да са я видяли.

Големият брат казва: „Тревата само от лявата страна на пътеката беше изядена, въпреки че тревата от дясната страна бе по-хубава.“

Средният брат казва: „Клечките от сдъвканата трева бяха толкова големи, колкото дупката от липсващ зъб.“

Малкият брат казва: „Имаше ясни следи от три камилски крака и един провлачен отпечатък.“
Шахът получава обяснения и за това, как са разбрали за другите подробности.

Първият брат казва: „Камилата носи масло от едната страна и мед от другата, защото от едната страна на пътя забелязах следа от мравки, които обичат мазнините, а от другата страна забелязах голям брой мухи, които обичат мед.“

Вторият брат казва: „Камилата носи жена, защото има отпечатъци от колениченето на камилата и около тях следа от малък човешки крак на жена или на дете. Наблизо имаше урина, от миризмата на която усетих похот. Разбрах, че следата е на жена.“

Третият брат казва: „Жената трябва да е бременна, защото има отпечатъци от ръце, показващи, че с тях си помогнала да се изправи.“
Бахрам, впечатлен от способностите на принцовете, настанява ги в своя дворец. Принцовете водят охолен живот, а Бахрам често ги посещава и се наслаждава на техните разговори.

#### Приказка за царя
Един ден, по време на вечерята на принцовете, царят, минавайки наблизо, чува техния разговор.

Първият принц казва: „Виното е от грозде, израснало на гробище.“

Вторият принц казва: „Агнето, чието месо ядем, е отгледано с кучешко мляко.“

Третият принц казва: „Във вените на шаха не тече царска кръв.“

Разгневеният Бахрам, след като доставчиците на виното и месото потвърдиха всичко казано от двамата по-големи братя, посещава майка си. Тя признава и споделя своята тайна за любовната нощ с царския готвач.
Бахрам, тъжен и смутен, иска от принцовете обяснение за техните догадки.

Първият принц казва:„Като отпих виното вместо да се развеселя много се натъжих, затова реших, че виното е от грозде, израснало на гробище.“

Вторият принц казва:„Месото нямаше вкус на агнешко и ми замириса на куче, затова реших, че агнето е било хранено от кучка.“

Третият принц казва:„В нашите разговори, царю, ти винаги минаваше на тема, свързана с храна. Затова помислих, че баща ти трябва да е бил готвач.“
Тогава шахът, оценявайки мъдростта и прозорливостта на тримата принцове, ги възнаграждава с богати дарове, но иска те да напуснат страната му. Принцовете се връщат в своето царство при вече остарелия си баща. Той ги посреща с радост, а когато умира престолът се наследява от големият син.

## Италианска приказка
Peregrinaggio съдържа свободен преразказ на приказките, описани в поемата „Хащ бехещ“ на Амир Хосроу. Към тях са добавени фрагменти от поемата „Хафт пейкар“ на Низами и от други източници. Двете персийски поеми са оформени като рамкова структура, при която в разказа за шах Бахрам са включени седем приказки на седем принцеси от различни страни. Тази структурата – приказки в приказка – е запазена в Peregrinaggio с тази разлика, че като литературна рамка служи приказката, която при Амир Хосроу е разказана от индийската принцеса. Промяна има и в съдържанието на тази приказка – докато историята с камилата в италианската версия е възпроизведена достатъчно точно, сюжетът с неблагородния произход на царя е заменен с друг.

## Корени и влияние
Приказки, в които главните действащи лица демонстрират своята способност да правят догадки чрез анализ на признаци, са характерни за средновековните персийска и арабска литератури. В тяхната основа лежи съществуващата в рамките на суфизма философска концепция фираса (на английски: firasa, на персийски: فراست). В по-широк контекст фираса се определя като способност да се преминава от известното към неизвестното чрез изводи, направени от ключови признаци. Концепцията на фираса и приказката за принцовете са използвани и анализирани от италианския историк Карло Гинзбург (Carlo Ginzburg). Карло Гинзбург се обръща към идеята при теоретичното осмисляне на широко прилагания метод в епистемологията, който противопоставя рационалното на ирационалното. За нуждите на научните изследвания в историческите науки той предлага метода на „доказателствена парадигма“ (на английски: evidential paradigm, на италиански: paradigma indiziario)), който допуска използването на интуиция при преминаване от наблюдаваните признаци на събитието към неговото общо описание.
Приказки, подобни на тези в „Тримата принцове на Серендип“, съществуват много преди появата на италианското издание през 16-и век и имат дълбоки и разнообразни корени. Книгата на Трамецино съдържа истории от индийската Панчатантра, някои от тях са известни и в други страни. Приказката за еднооката камила се среща в еврейския Талмуд, във фолклора на Корея, Украйна, Сърбия и Хърватия. Три века преди Peregrinaggio в Италия се издава сборник Novellino, който съдържа приказка със съвпадащи или много близки елементи с тези в историята с камилата. В нея царят е незаконороден, както в гореописаната версия на Амир Хосроу, но камилата е заменена с кон, а на мястото на персийските принцове е един грък.
Волтер използва станалата популярна в Европа приказка за еднооката камила в своята повест „Задиг“. „Задиг“ на свой ред вдъхновява Едгар Алън По да създаде образа на Огюст Дюпен в неговия разказ „Убийствата на улица Морг“. С това се поставя начало на класическия, основан на последователни разсъждения, детективски жанр.
Хорас Уолпоул, вземайки за повод историята за тримата принцове, въвежда думата „серендипити“ (serendipity), която в неговата интерпретация придобива значението на „неочаквано откритие“ или „интуитивна прозорливост“.